# Periscyphis pilosus
Periscyphis pilosus là một loài chân đều trong họ Eubelidae. Loài này được Arcangeli miêu tả khoa học năm 1939.